# 盧然卡
46°2′39″N 29°11′27″E / 46.04417°N 29.19083°E
盧然卡（烏克蘭語：Лужанка）是位於烏克蘭西南部的村莊，由敖德萨州博爾赫拉德區的塔魯蒂內市鎮負責管轄。該村始建於1830年，面積8.5平方公里，2001年人口423，人口密度每平方公里497.65人。